# Mineros de Zacatecas Fútbol Club
O Club Deportivo Mineros de Zacatecas é um clube de futebol com sede em Zacatecas, México. A equipe compete na Liga de Ascenso.

## História
O clube foi fundado em 2014. Quando o Grupo Pachuca muda de cidade o time de Estudiantes Tecos após perder a chance de ser promovido pra Liga MX contra o Leones Negros nos pénaltis. 
Mineros ficou fora da fase final só uma vez nos 12 torneios jogados em Zacatecas. Chegando a final no Clausura 2016. Até a cancelação do Torneio Clausura 2020, devido à pandemia de COVID-19. Era o lider invicto da liga.
Em junho de 2020 Grupo Pachuca confirma a venda do time a um grupo local.